# غوردون موريسي
غوردون موريسي (بالإنجليزية: Gordon Morrissey)‏ هو طبيب أسترالي، ولد في 8 يوليو 1894 في Alphington, Victoria ‏ في أستراليا، وتوفي في 8 مارس 1970 في إنغهام في أستراليا.

## وصلات خارجية
- غوردون موريسي على موقع AustralianFootball.com (الإنجليزية)
- غوردون موريسي على موقع AFLtables.com (الإنجليزية)